# 12993 Luisafernanda
12993 Luisafernanda este o planetă minoră (asteroid), cu un diametru de 6,145 km, din centura de asteroizi. A fost descoperită pe 2 martie 1981 la Observatorul Siding Spring de Schelte J. Bus. 
Obiectul prezintă o orbită caracterizată de o semiaxă mare de 2,8988856 UAi, o excentricitate de 0,04, o înclinație de 12,49922 ° în raport cu ecliptica.